# SOKO Leipzig/Staffel 16
Die sechzehnte Staffel der deutschen Krimiserie SOKO Leipzig umfasst 20 Episoden und feierte ihre Premiere am 2. Oktober 2015 auf den Sender ZDF. Das Finale wurde am 19. Februar 2016 gesendet.
Die Episoden der Staffel wurden auf dem freitäglichen 21:15-Uhr-Sendeplatz sowie teilweise um 22 Uhr erstausgestrahlt.
Erneut wurden, wie auch schon in vorangegangenen Staffeln, mit Wem gehört die Stadt, und Toter Mann zwei Episoden in Spielfilmlänge (90 Minuten, anstatt der üblichen 45 Minuten Länge einer Episode) produziert.

## Darsteller
| Rollenname                                      | Schauspieler             |
| ----------------------------------------------- | ------------------------ |
| Kriminalhauptkommissar Hans-Joachim Trautzschke | Andreas Schmidt-Schaller |
| Kriminaloberkommissar Jan Maybach               | Marco Girnth             |
| Kriminaloberkommissarin Ina Zimmermann          | Melanie Marschke         |
| Kriminaloberkommissar Tom Kowalski              | Steffen Schroeder        |
| Kriminalkommissaranwärterin Olivia Fareedi      | Nilam M. Farooq          |
| Laborant Lorenz Rettig                          | Daniel Steiner           |
| Rechtsmedizinerin Prof. Dr. Sabine Rossi        | Anna Stieblich           |
| Rechtsmedizinerin Dr. Stein                     | Judith Sehrbrock         |
| Kriminalhauptkommissarin Dagmar Schnee          | Petra Kleinert           |
| Psychotherapeut Dr. Breugel                     | Rudolf Kowalski          |
| Leni Maybach                                    | Caroline Scholze         |
| Benni Maybach                                   | Maximilian Klas          |
| Staatsanwalt Dr. Alexander Binz                 | Michael Rotschopf        |

## Episoden
| Nr. (ges.) | Nr. (St.) | Originaltitel                  | Erstausstrahlung D | Regie           | Drehbuch                                    | Zuschauer | Prod. code |
| --- | --------- | ------------------------------ | ------------------ | --------------- | ------------------------------------------- | --------- | ---------- |
| 282 | 1         | Manga-Mädchen                  | 2. Okt. 2015       | Jörg Mielich    | Hanno Hackfort, Richard Kropf, Bob Konrad   | 5,65 Mio. | 300        |
| Die Kommissare finden im Wald zwei tote Schwestern, die im Manga-Stil gekleidet sind. Für das Team stellt sich die Frage, ob die Mädchen Suizid begangen haben oder ob ein Fremdverschulden vorliegt. Der Fall nimmt eine Wendung, als Fanya, eine Freundin der zwei toten Schwestern, vermisst wird. Kriminaloberkommissar Tom Kowalski verspricht Fanyas Eltern, dass er ihre Tochter lebend finden wird. Die Ermittlungen führen ihn und das Team der SOKO zum Cosplay-Treffen, das jährlich in Leipzig stattfindet. Dabei lernt Kriminaloberkommissar Tom Kowalski Ilka Parusel kennen, mit der er sich gut versteht. Während die beiden angetrunken mit seinem Wohnmobil fahren, verursacht der Ermittler einen Unfall und begeht in einer Kurzschlussreaktion Fahrerflucht. Gastdarsteller: Christian Näthe als Constantin Seiffert, Elisabeth Baulitz als Sandra Seligmann, Julius Nitschkoff als Freddy Krüger / Sandro Keller, Markus Gertken als Stefan Klein, Carola Sigg als Britta Klein, Stefan Kaminsky als René Wagner, Karin Hanczewski als Ilka Parusel, Albert Puder als Pokémon, Laura Hentschel als Fanya                                 |           |                                |                    |                 |                                             |           |            |
| 283 | 2         | Sprengstoff                    | 9. Okt. 2015       | Jörg Mielich    | Hanno Hackfort, Richard Kropf, Bob Konrad   | 4,64 Mio. | 301        |
| Durch eine in einer Limousine explodierten Handgranate werden die beiden Insassen, der vorbestrafte Ante Vukovic und der Brauereibesitzer Stefan Zeidler, getötet. Aber was verbindet das ungleiche Paar, wer hat die Handgranate gezündet und warum? Währenddessen versucht Tom, seine Fahrerflucht zu vergessen. Doch er wurde von jemandem beobachtet, der in einem Erpresserbrief 100.000 Euro fordert. Der Erpresser hat auch Beweismittel für Toms Unfall. Gastdarsteller: Philipp Oehme als Alex Brettschneider, Beate Maes als Ulla Zeidler, Aleksandra Odic als Minka Vukovic, Nils Schulz als Torsten Wenzel, Karin Hanczewski als Ilka Parusel, Stefan Kaminsky als René Wagner |           |                                |                    |                 |                                             |           |            |
| 284 | 3         | Aus bestem Hause               | 16. Okt. 2015      | Jörg Mielich    | Hanno Hackfort, Richard Kropf, Bob Konrad   | 5,06 Mio. | 302        |
| Der Student Steve Burchert, der mit einer App, die alle Leipziger Verbrechen auflistet, berühmt werden wollte, wurde getötet. Als die Ermittler die App überprüfen, finden sie eine Vergewaltigung, die noch nicht angezeigt wurde, weil sich das Opfer nicht mehr an die Nacht mit drei Jura-Studenten erinnern kann. Erst wurde sie unter Drogen gesetzt und dann vergewaltigt. Vielleicht wurde Steve getötet, weil er die Tat beobachtete. Doch die drei Studenten können sich durch ihr juristisches Fachwissen immer wieder herausreden. Währenddessen bringt sich Kommissar Tom Kowalski immer tiefer in Schwierigkeiten, indem er ein Päckchen Kokain aus der Asservatenkammer entwendet, um seinen Erpresser zu bezahlen. Gastdarsteller: Laura Berlin als Lisa Braisch, Eric Bouwer als Filip Lachmann, Xenia Assenza als Nanni Weinrich, Sascha Quade als Fritjof, Jan Nikolaus Cerha als Clemens Langelotz, Karin Hanczewski als Ilka Parusel, Andreas Guenther als Frank Duske, Jakob Bieber als Steve Burchert, Cloé Heinrich als Eileen Duske                                                                                                   |           |                                |                    |                 |                                             |           |            |
| 285 | 4         | Lügen                          | 23. Okt. 2015      | Jörg Mielich    | Hanno Hackfort, Richard Kropf, Bob Konrad   | 4,76 Mio. | 303        |
| Im aktuellen Fall wurde Kathleen Duske, die Frau von Frank Duske, der Kommissar Tom Kowalski wegen seiner Fahrerflucht erpresst, ermordet. Sie hatte vor, ihren Mann zu verlassen, da sie ein Verhältnis mit dem Maler Roy Reisinger führte. Für die Ermittler deutet alles auf eine Beziehungstat hin. Später stellt sich heraus, dass Ilka Parusel, Toms neue Freundin, die Schwester von Frank Duske ist. Hat sie ihn von Anfang an nur benutzt? Sie verlangt von Tom Kowalski, dass er für ihren Bruder Beweise manipuliert. Er muss nun entscheiden, ob er seinen Kollegen die ganze Wahrheit erzählt. Gastdarsteller: Karin Hanczewski als Ilka Parusel, Andreas Guenther als Frank Duske, Mark Keller als Roy Reisinger, Sascha Göpel als Bauarbeiter, Cloé Heinrich als Eileen Duske |           |                                |                    |                 |                                             |           |            |
| 286 | 5         | Tapetenwechsel                 | 30. Okt. 2015      | Herwig Fischer  | Axel Hildebrand                             | 5,11 Mio. | 312        |
| Die Ermittler finden im Villenviertel eine erstochene Frau vor. Der Verdacht fällt auf die Nachbarn Marc Schütz und Biggi Wagner, die online einem Wohnungstausch zugestimmt hatten. Als die beiden die Tatwaffe in dem Haus finden, meinen sie, in eine Falle getappt zu sein. Sie glauben, im Haus eines Mörders zu wohnen, doch wollen sie die Situation ausnutzen, bis dann der Hausbesitzer Georg Jacobi auftaucht. Zugleich fürchtet sich Olivia Fareedi vor ihrer Prüfung zur Kommissarin, aber Staatsanwalt Dr. Binz macht ihr Mut, dass sie ihre Prüfung besteht. Gastdarsteller: Eva-Maria May als Biggi Wagner, René Schwittay als Marc Schütz, Silvina Buchbauer als Kerstin Gerlach, Alexander Wüst als Georg Jacobi, Werner Daehn als Achim Langsdorf, Katja Preuß als Prüferin |           |                                |                    |                 |                                             |           |            |
| 287 | 6         | Online-Girl                    | 6. Nov. 2015       | Herwig Fischer  | Georg Hartmann, Manuel Meimberg             | 4,82 Mio. | 313        |
| Maya Koch, eine berühmte Youtuberin und die wichtigste Werbemarke des Netzwerkes VIDEOKOMM, wurde ermordet. Online wird ein Video von Maya, welches sie vor ihrem Tod produziert hatte, angekündigt, in dem sie eine unerwartete Wahrheit verkünden wollte. Es ist Olivia Fareedis erster Fall als Kommissarin. Sie will undercover als Youtuberin bei VIDEOKOMM arbeiten. Tom Kowalski kämpft noch mit seiner Degradierung und muss nun auch noch einsehen, dass sich Olivia Fareedi in Sachen Social Media besser auskennt als er. Gastdarsteller: Anna Hausburg als Jeanet Walter, Rainer Will als Klaus Walter, Milton Welsh als Christoph Bolt, Barbara Prakopenka als Maya Koch, Anton von Lucke als Dominik Schröder, David Simon als Andreas Passmann, Melanie Kräupl als Sekretärin |           |                                |                    |                 |                                             |           |            |
| 288 | 7         | Wem gehört die Stadt (90 min.) | 13. Nov. 2015      | Herwig Fischer  | Jan Braren                                  | 3,38 Mio. | 310/311    |
| Die „1000 Jahre Leipzig“-Feier steht vor der Tür. Doch kurz davor wird der Baudirektor Matthias Hoffmann entführt. Die Täter fordern den Räumungsstopp mehrerer besetzter Häuser. Doch als die Geisel zu sterben droht, streiten sie darüber, ob sie die Aktion abbrechen und Hoffmann zu einem Arzt bringen. Einer der Täter versucht, über Benni Maybach an Medikamente zu kommen. Als Kommissar Jan Maybach davon mitbekommt, verfolgt er die Täter und gerät in einen Hinterhalt, bevor er die anderen Ermittler informieren kann. Währenddessen muss die Stadt Leipzig, bei der nun Ex-Chef Manfred Wörnle arbeitet, entscheiden, ob sie die Jubiläumsfeierlichkeiten ohne Unruhen über die Bühne bringen kann. Gastdarsteller: Amelie Kiefer als Laila, Eike Weinreich als Henner, Tino Mewes als Krevitz, Fanny Stavjanik als Angela Hoffmann, Judith Neumann als Antonia, Peter W. Bachmann als Matthias Hoffmann, Greta Galisch de Palma als Monika Ahlers, Tom Keune als Johannes Walther, Winfried Goos als Bauer, Alexander Pensel als Kriminaltechniker, Anton Weil als Jonas, Jean-Marc Birkholz als Chefredakteur, Marcus Poschlod als Polizist |           |                                |                    |                 |                                             |           |            |
| 289 | 8         | Erlösung                       | 20. Nov. 2015      | Andreas Morell  | Ulf Tschauder                               | 4,68 Mio. | 304        |
| Der ehemalige Leistungsschwimmer Uwe Belling wird tot in einem Sportbad gefunden, obwohl er eigentlich mit Parkinson im Rollstuhl saß. Doch der Rollstuhl konnte am Tatort nicht gefunden werden. Die Ermittler fragen sich, ob er doch noch laufen konnte. Als Simone Belling, die Witwe des Opfers, bestätigt, dass ihr Mann keinen Lebenswillen mehr zeigte, stellt sich ebenfalls die Frage, ob es Suizid oder Mord war. Aber durch die Krankheit wurde er zu einem mürrischen, übellaunigen Menschen, womit er sich viele Feinde machte. Während Kommissar Hajo Trautzschke sein 40. Dienstjubiläum feiert, wird er mit einem dunklen Kapitel aus seinem Leben konfrontiert. Gastdarsteller: Cordelia Wege als Simone Belling, Kai Ivo Baulitz als Dr. Thomas Sauer, Martin Ontrop als Torsten Blunk, Mathis Reinhardt als Steffen Reupke, Johann Jürgens als Kevin Wilke, Thomas Limpinsel als Uwe Belling |           |                                |                    |                 |                                             |           |            |
| 290 | 9         | Töchter und Söhne              | 27. Nov. 2015      | Andreas Morell  | Christoph Darnstädt                         | 4,78 Mio. | 305        |
| Die Ermittler geraten bei der Fahndung nach einem Mörder in eine Geiselnahme. Sie hoffen, dass die Mutter des jungen Geiselnehmers ihren Sohn davon überzeugen kann, aufzugeben. Kommissar Hajo Trautzschke wurde vorübergehend vom Dienst beurlaubt, nachdem er sich als Informeller Mitarbeiter der Stasi geoutet hat. In seiner freien Zeit besucht er seinen alten Freund Ewald Kutz, dessen Fluchtpläne er damals verraten hatte. Währenddessen will Leni Maybach von Gerd Hilliges, dem ehemaligen Führungsoffizier ihres Vaters, die ganze Wahrheit erfahren. Gastdarsteller: Kai-Peter Malina als Markus Andergast, Manfred Zapatka als Ewald Kutz, Charlotte Schwab als Bärbel Kutz, Sophie Rois als Marion Andergast, Heinz Lieven als Gerd Hilliges, Jonas Hien als Ginko, Paul Wollin als Lukas Andergast, Simon Werner als Klepper, Hans Piesbergen als Uli Schausfuß, Franziska Breite als Luzie, André Hinderlich als Ronnie, Jean-Claude Knobbe als Pitch |           |                                |                    |                 |                                             |           |            |
| 291 | 10        | Verrat                         | 4. Dez. 2015       | Andreas Morell  | Ulf Tschauder                               | 4,59 Mio. | 306        |
| Gerd Hilliges, der ehemalige Führungsoffizier von Kommissar Hajo Trautzschke, ist ermordet worden, nachdem er Staatsanwalt Binz die ganze Wahrheit über Hajos Vergangenheit erzählen wollte. Hajo Trautzschke steht unter Druck und seine Familie und seine Kollegen misstrauen ihm, ob er vielleicht etwas Entscheidendes noch nicht erzählt hat. Ewald Kutz, dessen Fluchtpläne Hajo Trautzschke damals verraten hatte, ist der einzige, der noch zu ihm hält. Gastdarsteller: Manfred Zapatka als Ewald Kutz, Charlotte Schwab als Bärbel Kutz, Laura Schwickerath als Celina, Alexander Nardini als Henry Budack, Alexander Tröger als Marlon, Heinz Lieven als Gerd Hilliges, Max Rothbart als Hajo Trautzschke (jung), Jonas Friedrich Leonhardi als Ewald Kutz (jung), Jens Schäfer als Gerd Hilliges (jung) |           |                                |                    |                 |                                             |           |            |
| 292 | 11        | Der dunkle Feind               | 11. Dez. 2015      | Andy Fetscher   | Eva Zahn, Volker A. Zahn                    | 4,44 Mio. | 307        |
| Die Ermittler finden innerhalb kürzester Zeit drei erhängte Teenager. Erst denken sie an Selbstmord, aber das dritte Mädchen wurde vor ihrem Tod geschlagen. Der Tod der Jugendlichen kam auch völlig überraschend. In den Sozialen Netzwerken kursiert schon das Gerücht, dass es sich um einen Serienkiller handeln würde. Da Kommissarin Ina Zimmermann vom Fall völlig mitgerissen ist, geht sie wieder zu ihrem Therapeuten Dr. Breugel, in den sie sich verliebt hat. Gastdarsteller: Leonard Proxauf als Noah Hausmann, Oliver Bigalke als Sven Hölzer, Daniela Holtz als Ella Hölzer, Anton Petzold als Tobias Hölzer, Thaddäus Meilinger als Kai Lybke, Franziska Brandmeier als Konstanze Krüger |           |                                |                    |                 |                                             |           |            |
| 293 | 12        | Doppelmord                     | 18. Dez. 2015      | Andy Fetscher   | Eva Zahn, Volker A. Zahn                    | 4,87 Mio. | 308        |
| Die Ermittler finden das wohlhabende Ehepaar Weller brutal ermordet auf. Erst wirkt es wie ein Raubüberfall, aber nach einer Rekonstruktion des Tathergangs führen die Spuren in das nähere Umfeld der Opfer. Dabei fällt der Verdacht auf den vorbestraften Nachbarn Andy Rösch, der den Ermittlern total zugekifft erklärt, dass bei der Familie Weller strenge Regeln galten, weshalb die Familie auch keine Freunde hatte. Ina ist einerseits von dem Fall und andererseits von dem peinlichen Vorfall mit Dr. Breugel genervt und handelt unkontrolliert, weshalb sie ungewollt wieder bei Dr. Breugel landet. Gastdarsteller: Hendrik Duryn als Andy Rösch, Isolda Dychauk als Fiona Weller, Natalia Rudziewicz als Vanessa Körber, David Hürten als Finn Weller, Martin Laue als Lukas Körber, Lucas Arthur Englander als Collin |           |                                |                    |                 |                                             |           |            |
| 294 | 13        | Toter Mann (90 min.)           | 8. Jan. 2016       | Jörg Mielich    | Uwe Kossmann, Markus Hoffmann               | 4,85 Mio. | 323/324    |
| An einem Tatort wird von den Ermittlern ein bewusstloser Mann entdeckt: Es ist ihr verstorbener Kollege Miguel Alvarez, der vor zehn Jahren in einem Schusswechsel ums Leben kam. Als der Mann erwacht, behauptet er wirklich, Miguel zu sein. Im Laufe der Ermittlungen kommt eine unglaubliche Geschichte über Zukunftstechnologie und Industriespionage ans Licht, in die Miguel angeblich verwickelt sein soll. Kommissar Jan Maybach fragt sich, ob sein bester Freund ihn wirklich zehn Jahre lang im Glauben gelassen hätte, dass er tot sei. Das Team muss nun die Wahrheit herauszufinden, wobei es sich in eine dunkle Welt aus Verschwörungstheorien begibt. Gastdarsteller: Gabriel Merz als Marco Haager, Beatrice Richter als Desirée Mönke, Daniel Friedrich als Dr. Bernhard Marks, Lea Ruckpaul als Sophie Gladow, Lisa Marie Janke als Dana Walz |           |                                |                    |                 |                                             |           |            |
| 295 | 14        | Mann ohne Gedächtnis           | 15. Jan. 2016      | Andy Fetscher   | Eva Zahn, Volker A. Zahn                    | 5,17 Mio. | 309        |
| Nach einer Schlägerei wird ein unbekannter Mann bewusstlos ins Krankenhaus eingeliefert. Durch eindeutige Tattoos sieht es so aus, als wäre er ein überzeugter Nazi. Doch als er dann erwacht, behauptet er, nichts davon zu wissen, da er sich wegen einer Amnesie nur noch an Bruchstücke der Vergangenheit erinnern kann. Der Fremde fühlt sich von der Polizei eher bedroht als beschützt, weshalb er aus dem Krankenhaus zum Haus von Kommissarin Ina Zimmermann flieht. Er ist sich sicher, dass er kein Nazi ist, sondern etwas anderes dahinter stecken muss. Daraufhin bittet die Ermittlerin ihren Psychotherapeuten Dr. Breugel um Hilfe, der die Erinnerungen des Unbekannten mittels Hypnose zurückholen soll. Gastdarsteller: David Zimmerschied als Boris Müller, Uwe Bohm als Andreas Horwarth, Atef Vogel als Till Krausmann, Michael Starkl als Udo Gutzeit, Sebastian Tessenow als Soldat, Hans Hohlbein als Martin Bellhaus |           |                                |                    |                 |                                             |           |            |
| 296 | 15        | Der Deich                      | 15. Jan. 2016      | Oren Schmuckler | Jeanet Pfitzer, Frank Koopmann, Roland Heep | 3,63 Mio. | 314        |
| Die Ermittler finden am Ufer der Weißen Elster die Leiche des Vermessungsingenieurs Hauke Lorenz. Das Opfer wohnte mit seiner Frau und einigen Freunden auf einem ehemaligen Bauernhof. Kurz vor seinem Tod hatte er von der Gemeinde den Auftrag bekommen, einen neuen Hochwasserdamm entlang der Elster zu errichten. Aber viele Mitwohner stimmten dem Bauvorhaben nicht zu. Kurz darauf finden die Ermittler in einem Loch am Ufer der Elster 20 Jahre alte menschliche Knochen. Hatte Lorenz die Leiche entdeckt und musste deswegen sterben? Währenddessen wird Benni von Jan und Leni zum Abendessen eingeladen. Dabei erfährt Leni den Grund, warum sich Benni und Mila getrennt hatten. Gastdarsteller: Julia Richter als Susanne Lorenz, Cordula Trantow als Gerda Jaboweit, Naomi Krauss als Maike Lischka, Anton Spieker als Lukas Lischka, Christoph Jacobi als Dieter Lischka, Peter Trabner als Enrico „Easy“ Jaboweit |           |                                |                    |                 |                                             |           |            |
| 297 | 16        | Linie 131                      | 22. Jan. 2016      | Oren Schmuckler | Jeanet Pfitzer, Frank Koopmann, Roland Heep | 4,70 Mio. | 315        |
| Ein Mann wird in einem spärlich besetzten Bus erschossen, nachdem er einer jungen Türkin helfen wollte. Das Opfer, der Mediziner Dr. Rüger, ist für die Öffentlichkeit ein Held, da er Zivilcourage gezeigt hat und dafür sterben musste. Aber ist der Fall wirklich so klar, wie er scheint? Die Aussagen der anderen Fahrgäste und des Fahrers führen zwar schnell zu dem scheinbaren Täter, aber dieser schwört, unschuldig zu sein. Sogar bei der Gegenüberstellung wird er von allen Zeugen, außer der jungen Türkin, wiedererkannt, trotzdem kommen bei den Ermittlern Zweifel auf. Nachdem Kommissar Jan Maybach das Vertrauen seiner Frau Leni missbraucht hat, versucht er, ihr wieder näher zu kommen. Doch sie will erstmal Abstand und zieht vorübergehend mit Lotte zu ihrem Vater Hajo. Gastdarsteller: Livia Matthes als Heidi Riva, Sarah Horváth als Dilara Ükül, Matthias Komm als Benno Müller, Tanya Barut als Aynur Ükül, Nadine Wrietz als Sandy Woitalla, Gernot Alwin Kunert als Dieter Heckmann, Milan Andreew als Fahri Ükül, Thomas Schuhmacher als Joshua Kammler, Maxi Konang als Frau                                            |           |                                |                    |                 |                                             |           |            |
| 298 | 17        | Skater-Träume                  | 22. Jan. 2016      | Oren Schmuckler | Jeanet Pfitzer, Frank Koopmann, Roland Heep | 4,16 Mio. | 316        |
| Ralph Malevich wird erschlagen aufgefunden. Er war einer der damaligen Stars der DDR-Skaterszene und heutiger Inhaber der weltweit erfolgreichen Skatermarke “Malevi Boards”, die er mit seinem alten Skaterfreund Barney Schöbel groß gemacht hat, wobei er sich aber auch Feinde geschaffen hat. Ein Motiv hatte Axel Reiser, dem von der Firma ein Patent gestohlen wurde. Dieser war sogar am Tatort, weil Malevich laut Reiser ihn für seine Erfindung doch bezahlen wollte. Die Ermittler fragen sich, ob er lügt oder wirklich unschuldig ist. Doch dann kommt heraus, dass Malevich, der mit Schöbels Schwester verheiratet war, ein Verhältnis mit seiner Anwältin hatte. Gastdarsteller: Kathrin Kühnel als Eva Malevich, Katharina Schlothauer als Leticia van de Maas, Felix Kramer als Barney Schöbel, Christian Kerepeszki als Axel Reiser, René Geisler als Roman Profalla, Mario Uhlmann als Ralph Malevich |           |                                |                    |                 |                                             |           |            |
| 299 | 18        | Hallo Sexy!                    | 29. Jan. 2016      | Oren Schmuckler | Jeanet Pfitzer, Frank Koopmann, Roland Heep | 4,82 Mio. | 317        |
| Die Ehefrau und Mutter Anne Schöffel wird ermordet in ihrem Bett aufgefunden. Die Ermittler finden heraus, dass sie sich über eine Dating-App mit fremden Menschen zum Sex getroffen hat. Nachdem die Ermittler die Sexpartner Jerome, „Mister Grey“ und Lea ausfindig gemacht haben, stellt sich heraus, dass alle drei ein Motiv und kein Alibi haben. Jerome wollte durch die Dating-App nur reiche Frauen ausrauben, Anne kannte die Frau von „Mister Grey“ und Lea hatte sich in Anne verliebt und wollte mit ihr auf Weltreise gehen, doch kurz vorher hatte Anne mit ihr Schluss gemacht. Aber auch Annes Ehemann hat ein Motiv und kein Alibi. Gastdarsteller: Theresa Scholze als Lea Brixner, Knut Berger als Bertram Schöffel, Andreas Hofer als Robert Alexandro, Nina Juraga als Anne Schöffel, Anton Rubtsov als Jerome Feinschmidt, Kristin Kluck als Freundin |           |                                |                    |                 |                                             |           |            |
| 300 | 19        | Bilder im Kopf                 | 12. Feb. 2016      | Sven Fehrensen  | Manuel Meimberg                             | 5,68 Mio. | 319        |
| Die Ermittler finden einen toten alten Mann, der an Alzheimer litt. Um seine Umwelt nicht zu vergessen, fotografierte er sie. Die Witwe des Toten trauert nicht wirklich um ihn. Die Ermittler kommen immer näher an ein Geheimnis der Familie Förster, aber die Wahrheit ist grausam. Kommissar Jan Maybach leidet immer noch unter Lenis Auszug, doch er muss immer noch seine Arbeit erfüllen. Seine Kollegen können sich das Elend nicht mehr ansehen. Gastdarsteller: Marita Breuer als Renate Förster, Christian Beermann als Volker Förster, Hans-Heinrich Hardt als Martin Förster, Jamie Bick als Anna Förster, Henriette Heinze als Friederike Förster, Augustin Kramann als Walter Klamm |           |                                |                    |                 |                                             |           |            |
| 301 | 20        | Lucky Punch                    | 19. Feb. 2016      | Sven Fehrensen  | Axel Hildebrand                             | 5,15 Mio. | 318        |
| Während eines Überfalls auf einen Drogenkurier wird jemand durch einen einzigen, extrem harten Schlag eines trainierten Boxers getötet. Dagmar Schnee taucht unerwartet am Tatort auf, da die Ereignisse ihre laufenden Ermittlungen im Club durchkreuzen. Erst gerät der Nachwuchsboxer Antonio unter Verdacht, doch dann stellt Prof. Rossi die Verbindung zu einem alten, ungelösten Fall her. Dann kann es nicht Antonio gewesen sein, sondern sein Trainer Bernd. Doch als dieser gerade festgenommen werden soll, gibt Dagmar Schnee zu, dass Bernd ihr V-Mann ist. Durch seine Informationen soll die Festnahme eines Mädchenhändlers ermöglicht werden. Gastdarsteller: Vincent Krüger als Antonio Jebke, Robert Gallinowski als Bernd Litkowski, Mark Zak als Vitali Zinger, Natalia Witmer als Marija Beresovski, Antonio Wannek als Justin Henkel, Urs Rechn als Frank Moltke, Jan Böhme als Timo |           |                                |                    |                 |                                             |           |            |